# Калоссо
Калоссо (італ. Calosso, п'єм. Calòss) — муніципалітет в Італії, у регіоні П'ємонт,  провінція Асті.
Калоссо розташоване на відстані близько 470 км на північний захід від Рима, 60 км на південний схід від Турина, 18 км на південь від Асті.
Населення — 1288 осіб (2014).
Щорічний фестиваль відбувається 11 жовтня. Покровитель — святий Алессандро Sauli.

## Демографія
Населення за роками:

Станом на 1 січня 2023 року в муніципалітеті офіційно проживав 131 іноземець з 18 країн, серед них 36 громадян країн Євросоюзу.

## Сусідні муніципалітети
- Альяно-Терме
- Канеллі
- Кастільйоне-Тінелла
- Костільйоле-д'Асті
- Моаска
- Санто-Стефано-Бельбо